# Arco de Triunfo de Ayacucho
El Arco de Triunfo de Ayacucho o Arco de San Francisco  es uno de los monumentos más famosos de la ciudad peruana y probablemente se trate del arco de triunfo más célebre del Perú. Construido en 1886 por orden de la prefectura regional para conmemorar la victoria en el combate del 2 de mayo, está situado en el distrito central de Ayacucho, en la cercanía de la plaza de armas, en el extremo occidental del jirón 28 de Julio, al costado del Templo de San Francisco de Asís, ubicada en el extremo oriental de dicho jirón. En 1910 fue remodelado por el sesquicentenario de la victoria de la batalla de Ayacucho (1824), cambiándolo en forma de arco de medio punto con una coronación de estilo neoclásico. Es gestionado por el gobierno regional del departamento de Ayacucho.

## Ubicación
El Arco se ubica en una sección del jirón 28 de Julio cuadra 3 junto a casas de estilo colonial-virreinal, por idea del burgomaestre Pedro José Ruiz y el prefecto del departamento Mariano Velarde Álvarez.

## Historia

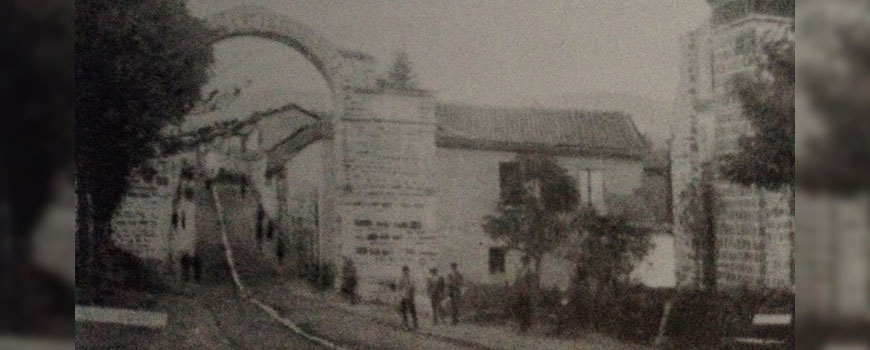
Construcción inicial del Arco de Triunfo (1886).

Pedro José Ruiz  deseaba crear un monumento conmemorativo al combate del 2 de mayo (1866), para tal obra pidió apoyo económico al prefecto de Ayacucho Mariano Velarde Álvarez. La construcción se desarrolló en 1886 e inicialmente bajo un estilo barroco andino, inspirado en la estética propia de la arquitectura virreinal peruana.
En 1910 la infraestructura fue remodelada para celebrar sesquicentenario de la batalla de Ayacucho (1824), en esta ocasión, se incluyó al arco una coronación de medio punto y a toda la infraestructura se le dio un estilo neoclásico.

## Galería

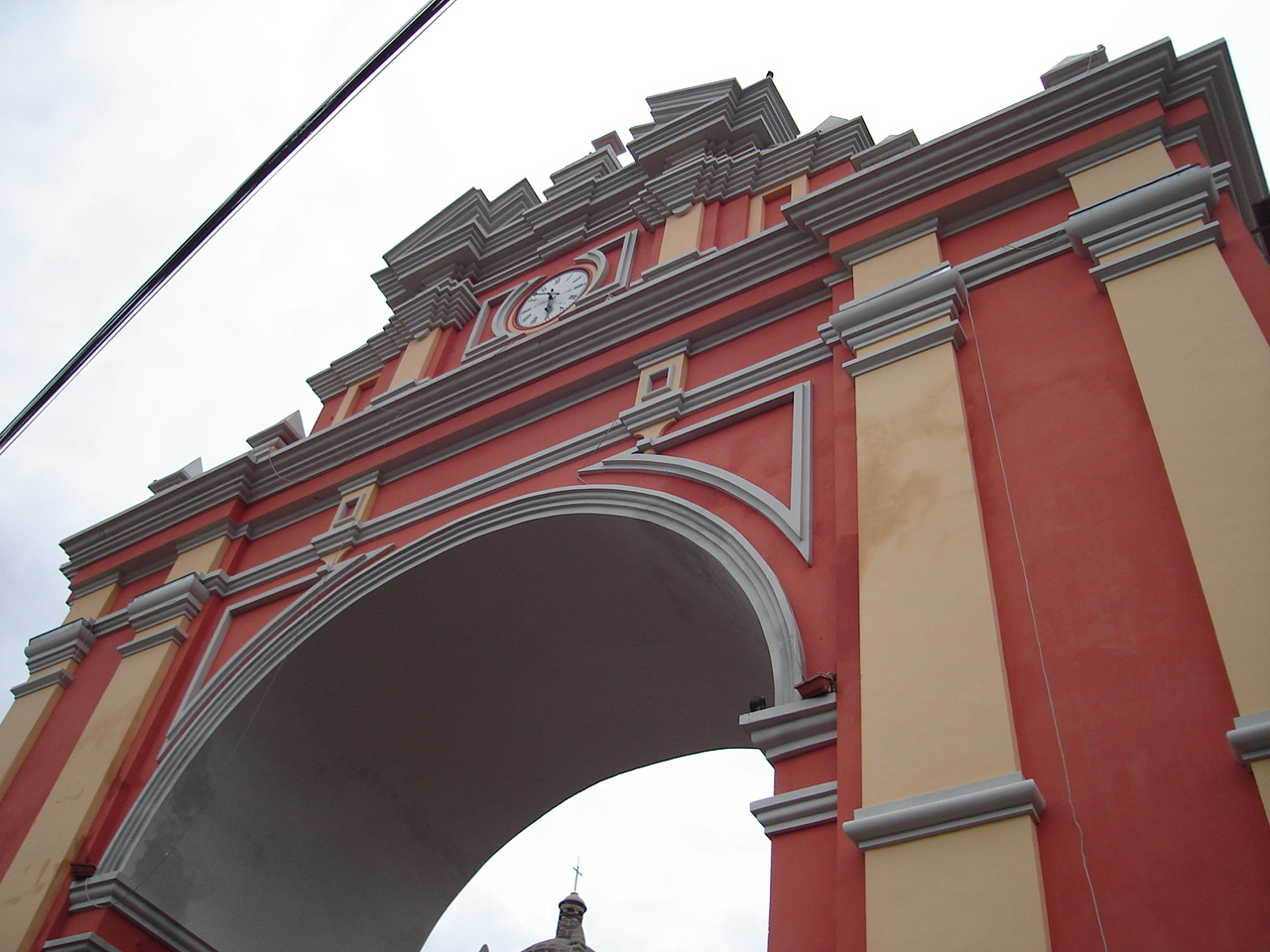
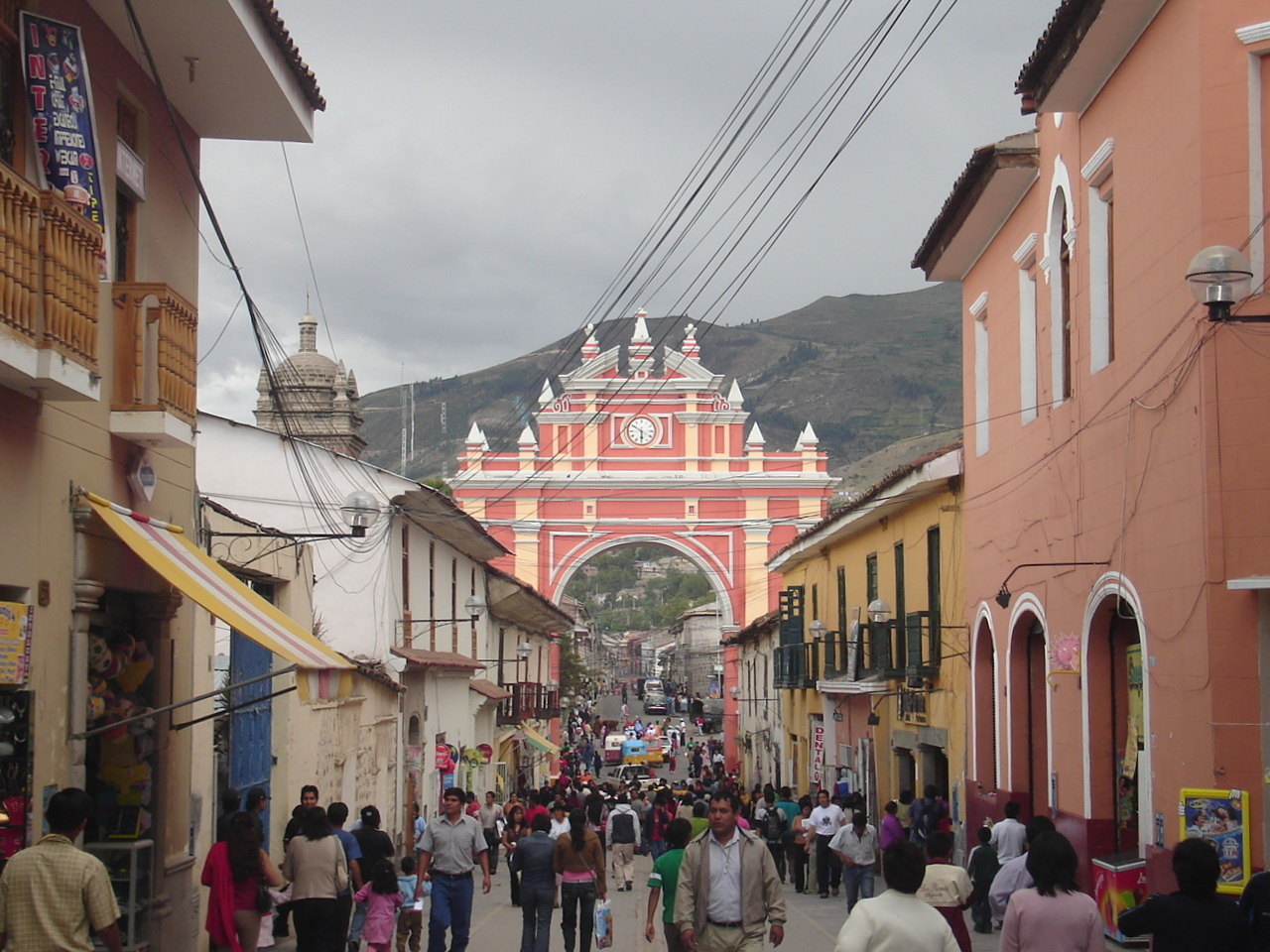
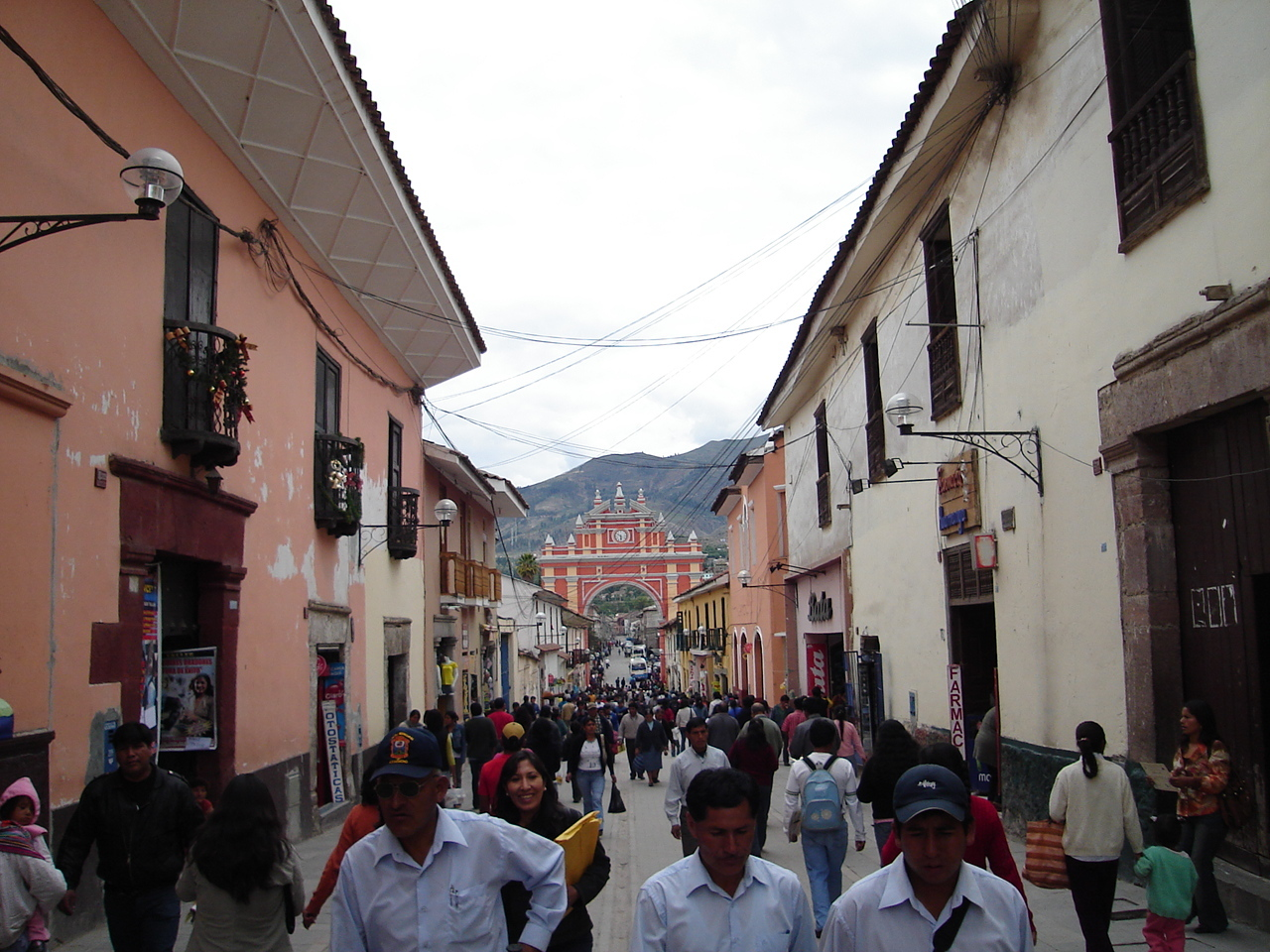
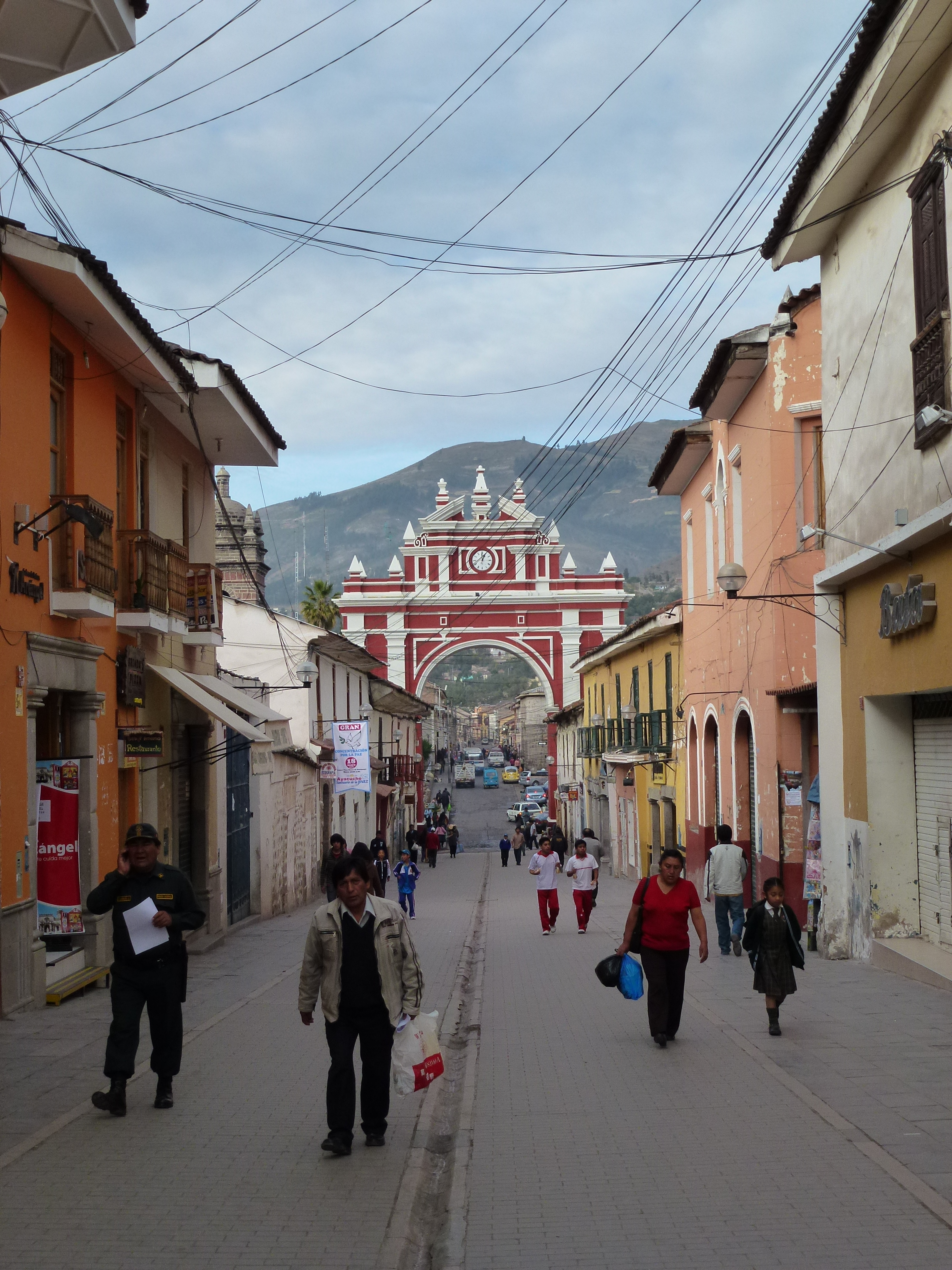